# Dendrophidion atlantica
Dendrophidion atlantica là một loài rắn trong họ Rắn nước. Loài này được Freire, Caramaschi & Gonçalves mô tả khoa học đầu tiên năm 2010.